# Utah Jazz
Utah Jazz er et amerikansk basketballhold fra Salt Lake City i Utah, der spiller i NBA-ligaen. Holdet blev stiftet i 1974 som New Orleans Jazz, men holdejeren valgte i 1979 at flytte holdet vestpå til staten Utah. Holdet har endnu aldrig vundet et NBA-mesterskab, men nåede i både 1997 og 1998 frem til finalerne, hvor de begge gange blev besejret af Chicago Bulls.

## Tidligere navne
- New Orleans Jazz (1974-1979)

## Kendte spillere
- Karl Malone
- John Stockton
- Carlos Boozer
- Deron Williams
- Andrei Kirilenko
- Ricky Rubio
- Gordon Hayward
- Rudy Gobert